# 茨城県の軍事遺跡一覧
茨城県の軍事遺跡一覧（いばらきけんのぐんじいせきいちらん）では、日本の茨城県内に点在する戦争遺跡を一覧形式で列挙する。
なお、城址はあらかじめ省いた。

## 土浦市
霞ヶ浦海軍病院（現独立行政法人国立病院機構霞ヶ浦医療センター）
北砲台
土浦市右佅、土浦市第六中学校の裏山
1943年（昭和18年）頃に開設されたとみられ、深照燈の基本部分が現存している。

## 阿見町
阿見村には、大正時代末期に大日本帝国海軍の霞ヶ浦海軍航空隊が設置された。また1940年（昭和15年）には同予科練習部が独立して土浦海軍航空隊が発足、終戦まで海軍飛行予科練習生（通称、予科練）の教育訓練の中心的役割を果たした。
これら海軍関連施設は1945年8月の終戦までに、周辺一帯に
- 霞ヶ浦航空隊本部（現茨城大学農学部）[4]
  - 飛行場
  - 通信所
- 海軍気象学校
- 海軍酸素工場
- 第一海軍航空廠
- 第一海軍航空廠舟島倉庫
- 海軍射場
- 第一軍需工廠
- 掩体壕地区
- 海軍航空要員研究所
- 第10海軍航空隊司令部地下壕
- 第一海軍工廠工員養成所
- 横須賀海軍施設部
- 海軍軍需部霞ヶ浦支部本部地区
- 海軍軍需部霞ヶ浦支部燃料庫地区
- LZ 127 (飛行船)格納庫

など海軍関連施設が多数点在していた。
これらに関連し、阿見町廻戸5丁目にある予科練平和記念館は予科練に関係する展示物のほか、1945年（昭和20年）に土浦海軍航空隊が30機のB-29の襲来により軍人、近隣住民300名の死者を出した大空襲関連の記録、特攻関係の資料を展示している。
また、霞ヶ浦海軍航空隊本部跡地に建設された茨城大学農学部の敷地内には方位盤、門柱および塀、軍旗掲揚塔、第一士官宿舎階段親柱などが現存している。
その他、阿見町阿見、現在は民間の個人敷地内に1944年（昭和19年）以降に作られた有蓋掩体壕が現存する。阿見町指定文化財である。

## 笠間市

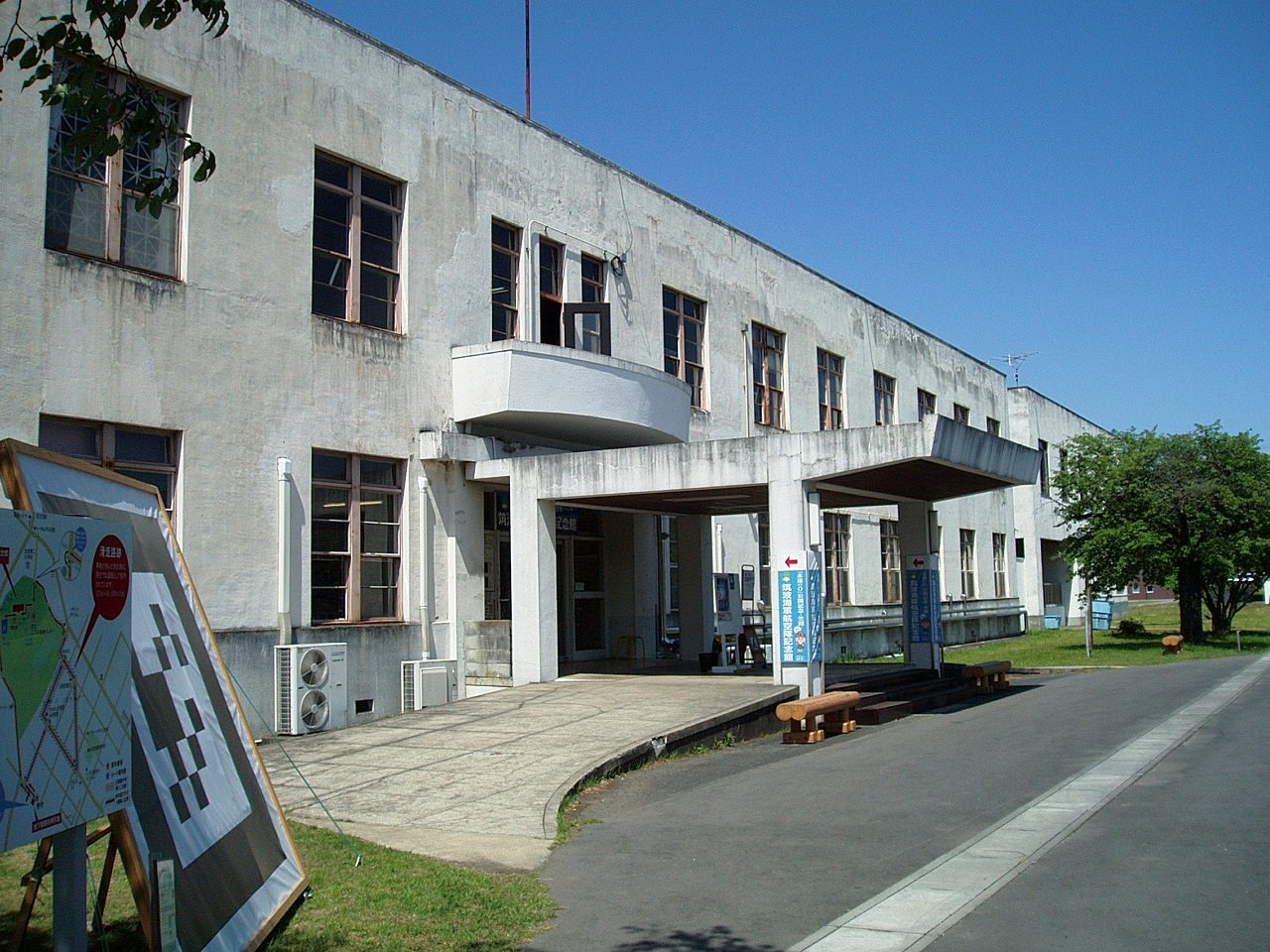
筑波海軍航空隊記念館、旧筑波海軍航空隊司令部庁舎（2015年5月撮影）

筑波海軍航空隊記念館
筑波海軍航空隊跡地、笠間市旭町654、茨城県立こころの医療センター敷地内
同館は映画『永遠の0』のロケ地として使用されたことでも知られ、敷地内には航空隊関連の遺跡が多数残るほか、記念館二階には映画で使用されたロケセットの再現も展示されている。
なお、敷地および周辺施設が戦争遺跡として現存している場所は全国でも稀。
地下要塞（地下戦闘指揮所）
筑波海軍航空隊跡地内に爆撃に備えて地下に掘られた地下戦闘指揮所が現存している。

## 石岡市
石岡海軍航空基地跡地
石岡市石岡
太平洋戦争末期に開設された航空基地の跡地で、戦後は滑走路跡と誘導路跡を直線道路として再利用しているほか、掩体壕三基が現存している。

## 美浦村
鹿島海軍航空隊跡
水上機の教育練習施設として日中戦争中に霞ヶ浦の湖岸に開隊された航空隊で、施設の一部が2004年現在も治水施設として機能しており、2009年（平成21年）11月にこの湖岸施設は土木学会選奨土木遺産に認定された。
機罐場跡、カタパルト跡、滑走台跡、桟橋跡、第一・第三指揮所跡、司令本部跡などが現存している。
桜花公園 神之池海軍航空隊跡
住友金属鹿島製鉄所敷地内
特攻機桜花の訓練基地跡で、公園内には掩体壕のほか桜花碑があり、また掩体壕内部には桜花の復元機が展示されている。

## 筑西市
下館陸軍飛行場跡
旧真壁郡関城町
熊谷陸軍飛行学校下館分校として1939年（昭和14年）5月17日に開校した少年飛行兵訓練基地で、1944年（昭和19年）以降はアメリカ軍爆撃機の迎撃基地となり、更に後には特攻基地として使用された。
飛行場跡は道路になり、「飛行場通り」として名前のみを残す。

## 小美玉市
- 百里原海軍航空隊

## 日立市
1トン爆弾痕
日立市幸町（日立製作所敷地内）
1945年6月10日に100機を越えるB-29の襲来（日立空襲）にて日立市全体で死者1,520人を出した際に投下された1トン爆弾の炸裂痕が現存している。
- 茨城県日立市鉱山病院：かつて接収され野戦病院として使用された。

## 潮来市
- 北浦海軍航空隊

## つくば市
- 谷田部海軍航空隊：観音台。跡地は研究所（農業・食品産業技術総合研究機構等）と住宅地になっている[12]。

## 鉾田市
鉾田陸軍飛行学校跡
鉾田市台濁沢
1940年（昭和15年）に開設された大日本帝国陸軍の飛行学校跡で、末期には特攻隊の訓練基地としても利用された。顕彰碑が残る。

## 水戸市

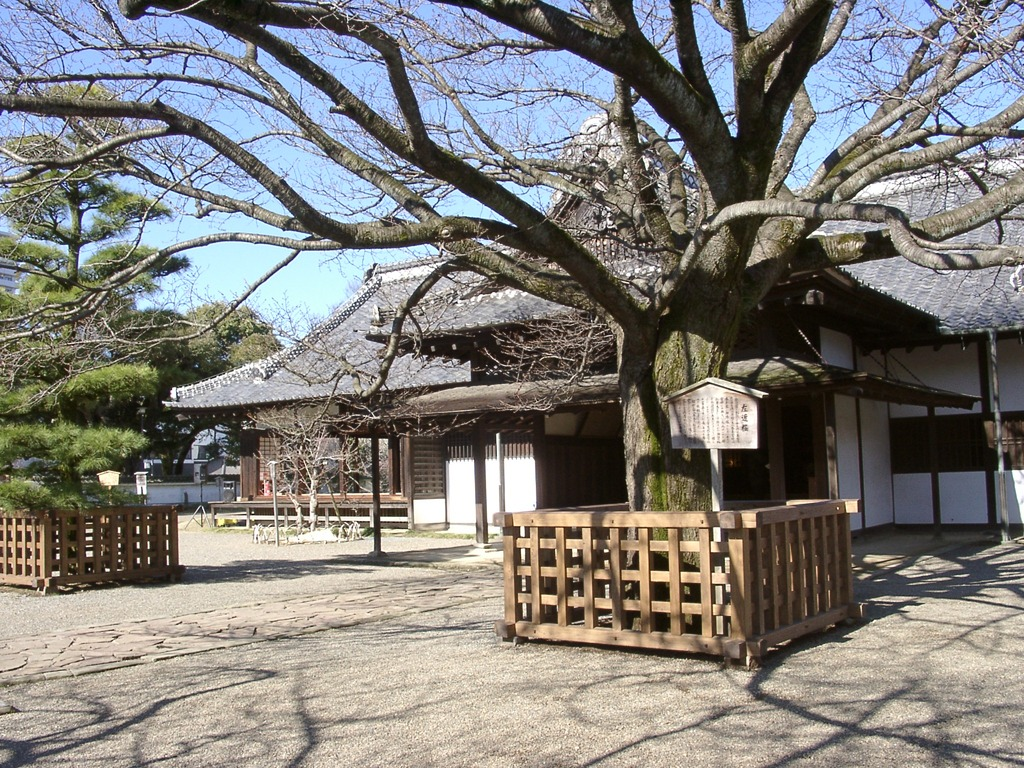
弘道館正堂（2009年撮影）

弘道館
水戸市三の丸
徳川斉昭が開設した水戸藩の藩校で、水戸空襲の際の焦げ跡が残っており、2015年には文化庁の日本遺産に認定された。
- 陸軍航空通信学校
- 水戸陸軍病院
  - 旧・水戸陸軍衛戍病院、現水戸医療センター。

## ひたちなか市
水戸飛行場跡地（水戸つばさの塔）
ひたちなか市新光町
大日本帝国陸軍が1938年（昭和13年）に飛行場設置、翌1939年（昭和14年）に水戸陸軍飛行学校が開校、1945年（昭和20年）4月に師団主力が群馬県新田飛行場に移動するまで通信、戦技、武装、高射、化学戦、自動車等の教育と研究を実施していた。
終戦から30年後の1975年（昭和50年）に、那珂湊運動公園に隣接する飛行場跡地敷地内に関係者と有志により「水戸つばさの塔」が建立され、学校門柱、戦闘機プロペラ、エンジンなどが展示されている。
なお、戦後は付近一帯の現国営ひたち海浜公園および常陸那珂地区が1946年（昭和21年）から27年間アメリカ軍の水戸対地射爆場として使用され、1973年（昭和48年）に日本に返還された。

## 北茨城市

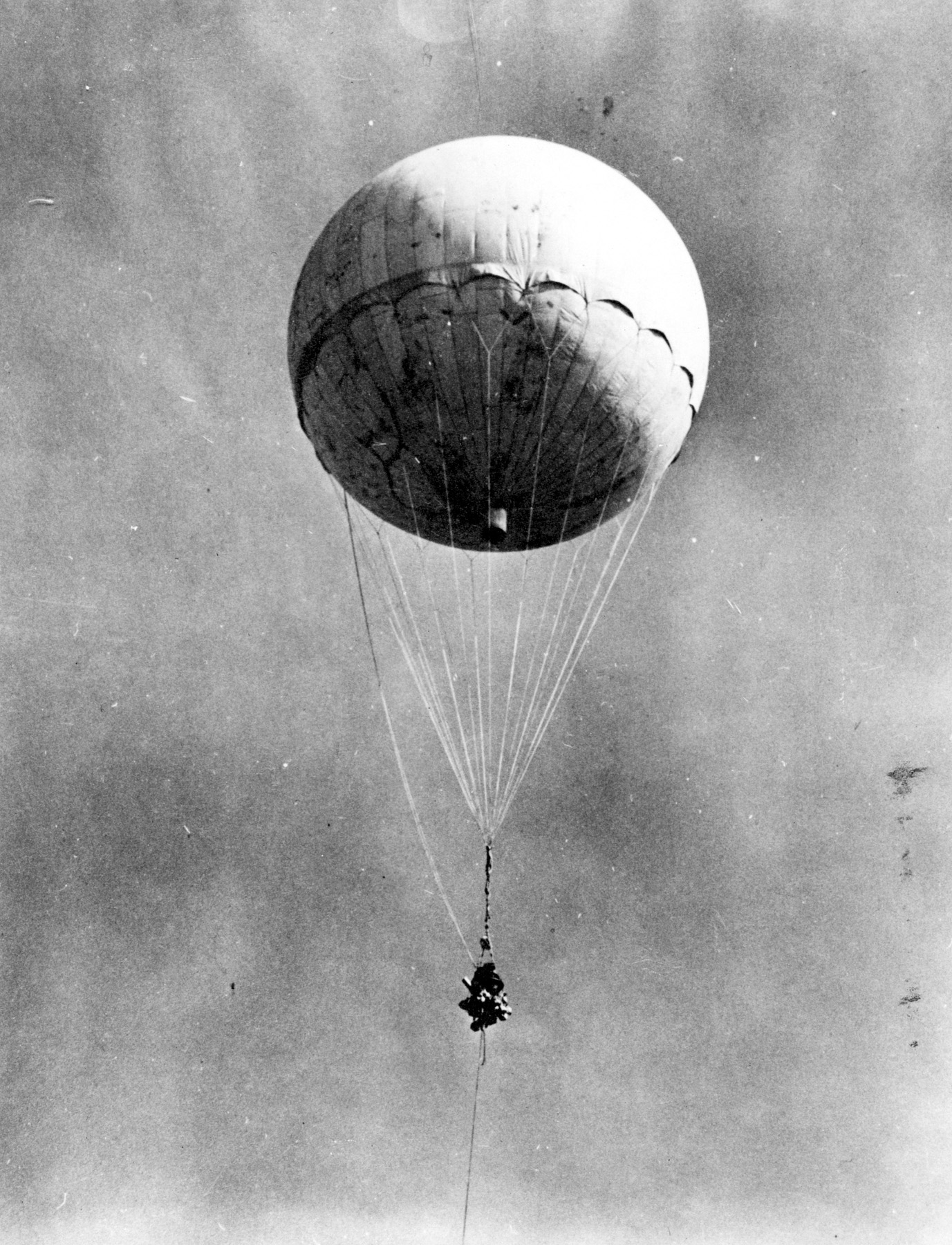
風船爆弾
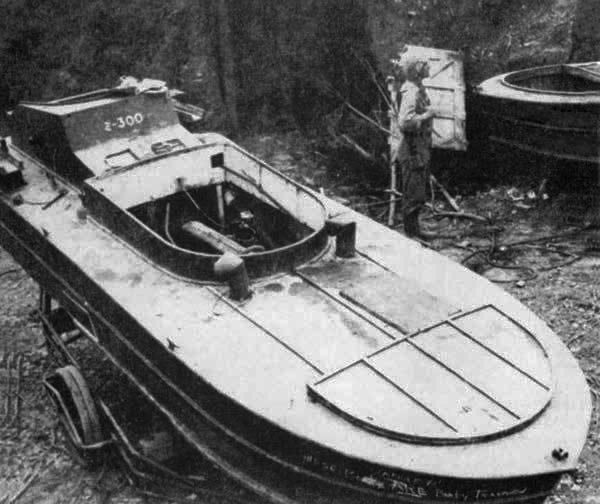
震洋

風船爆弾放流地跡
北茨城市大津町
全国で三か所から飛ばされた風船爆弾の放流地跡のひとつで、記念碑を残し整備されている。
特攻艇格納壕跡
平潟町平潟港
本土決戦に備えて温存されていた特攻艇震洋の「第138震洋隊」訓練基地跡で、特攻艇を隠していたトンネルが現存している。
大銀杏
水戸市銀杏坂
1945年（昭和20年）8月2日の水戸空襲で黒焦げになった銀杏の木が現存、新芽を吹いて再生したもの。
歩兵第二連隊跡・水戸工兵隊記念碑
水戸市袴塚3丁目
1944年（昭和19年）11月にペリリュー島で玉砕した歩兵第二連隊の営巣地跡地で、現地には記念碑のみ現存する。
- 風船爆弾
- 震洋

## 所在地不明
- 多摩陸軍技術研究所